# Pontifícia Universidade Lateranense

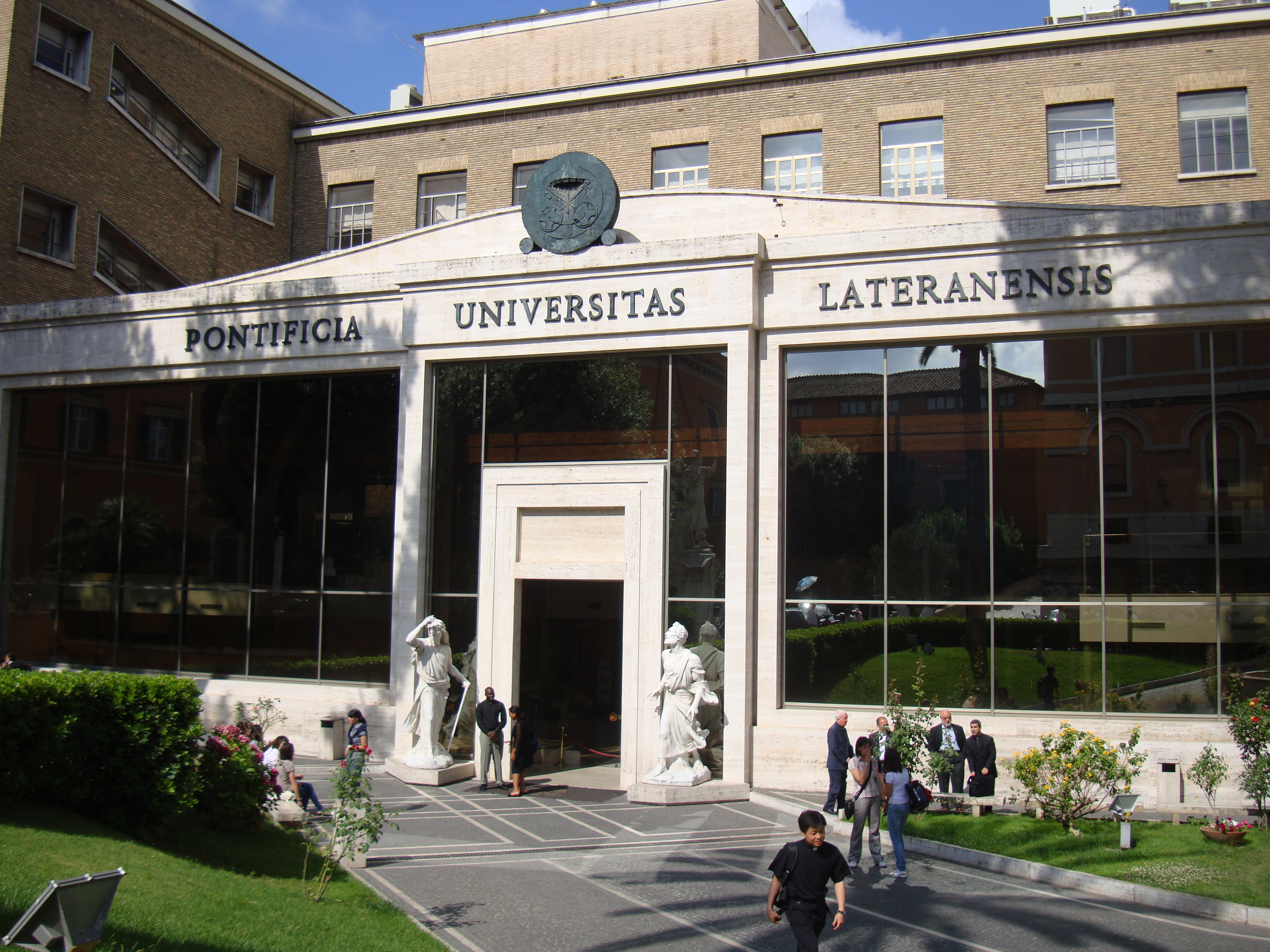
Fachada da Pontifícia Universidade Lateranense

A Pontifícia Universidade Lateranense (PUL) é uma universidade pontifícia com sede em Roma, na zona extraterritorial da Santa Sé no Palazzo del Laterano. Conhecida como a "Universidade do Papa", possui 30 sedes em 13 países e oferece títulos reconhecidos internacionalmente. A PUL é aberta a leigos e religiosos, com uma oferta formativa que inclui quatro faculdades (Teologia, Filosofia, Direito Civil, Direito Canônico), dois ciclos de estudo (Ecologia e Ambiente, Ciências da Paz) e dois institutos (Institutum Utriusque Iuris e Istituto Pastorale Redemptor Hominis).

## História
Fundada em 1773, após a supressão da Companhia de Jesus por Papa Clemente XIV, as faculdades de Teologia e Filosofia do Collegio Romano foram confiadas ao clero da diocese de Roma. Em 1824, Papa Leão XII restituiu essas faculdades aos jesuítas, que formaram a Pontifícia Universidade Gregoriana, mas permitiu ao clero secular continuar o ensino no Palazzo di Sant’Apollinare. Em 1853, Papa Pio IX fundou as faculdades de Direito Canônico e Direito Civil, além do Pontificio Istituto Utriusque Iuris. Em 1932, Papa Pio XI transferiu a sede para o basilica di San Giovanni in Laterano, e o cardeal vigário de Roma tornou-se chanceler. Em 1958, Papa Pio XII criou o Pontificio Istituto Pastorale, e, em 1959, Papa João XXIII elevou o Ateneo a universidade, conferindo o nome atual. Em 1981, Papa João Paulo II fundou o Pontificio Istituto Giovanni Paolo II para estudos sobre Matrimonio e Família.
Em 25 de outubro de 2024, Papa Francisco suprimiu a Fundação Civitas Lateranensis, que apoiava a universidade. Desde 1º agosto de 2023, o reitor é o Arcebispo Alfonso Vincenzo Amarante, C.SS.R.

## Estrutura
A PUL organiza-se em:
Faculdades
- Teologia: Oferece três ciclos: Baccalaureato (3 anos), Licenza (2 anos, com especializações em Teologia Fundamentale, Cristologia, Ecclesiologia, entre outros) e Doutorado (2 anos).
- Filosofia: Inclui três ciclos (Baccalaureato, Licenza e Doutorado), com foco em filosofia e ciências, ou filosofia, culturas e religiões. Desde 2020, possui acordo com a Università degli Studi di Perugia para duplo título.[5]
- Direito Canônico: Estuda o direito da Igreja com perspectiva acadêmica.
- Direito Civil (Giurisprudenza): Reconhecida na Itália desde 2004, equiparável à Laurea Magistrale em Giurisprudenza.[6]

Ciclos de Estudo Interfaculdades
- Ciências da Paz: Laurea Triennale (L-37) e Magistrale (LM-81), criadas em 2019 em resposta à encíclica Fratelli tutti.[7]
- Ecologia e Ambiente: Ativo desde 2024, inspirado na Laudato si'.[8]

Institutos
- Institutum Utriusque Iuris: Fundado em 1932, combina Direito Canônico e Civil, com foco no direito romano.
- Istituto Pastorale Redemptor Hominis: Criado em 1958, oferece especializações em Teologia Pastoral e Doutrina Social da Igreja.

Institutos Incorporados
- Pontificia Accademia Alfonsiana (Teologia Moral)
- Pontificio Istituto Patristico Augustinianum
- Pontificio Istituto di Teologia della Vita Consacrata "Claretianum"

## Sedes internacionais
A PUL está presente em 13 países com 30 sedes, incluindo Argentina, Bélgica, Brasil, França, Israel, Itália, Lituânia, México, Países Baixos, Palestina, Romênia, Rússia, Espanha, Estados Unidos, Ucrânia e Hungria.

## Biblioteca
A Biblioteca “Beato Pio IX” oferece recursos para pesquisa nas áreas de teologia, filosofia, direito e ciências humanas, apoiando estudantes e pesquisadores.

## Editoria
A Lateran University Press, criada em 2001, publica obras científicas e sete revistas acadêmicas.

## Reitores
- Roberto Ronca (1930–1932)
- Pio Paschini (1932–1957)
- Antonio Piolanti (1957–1969)
- Pietro Pavan (1969–1973)
- Franco Biffi (1974–1983)
- Pietro Rossano (1983–1991)
- Umberto Betti (1991–1995)
- Angelo Scola (1995–2002)
- Rino Fisichella (2002–2010)
- Enrico dal Covolo (2010–2018)
- Vincenzo Buonomo (2018–2023)
- Alfonso Vincenzo Amarante (2023–presente)

## Gran Chanceleres
- Luigi Traglia (1965–1968)
- Angelo Dell'Acqua (1968–1972)
- Ugo Poletti (1973–1991)
- Camillo Ruini (1991–2008)
- Agostino Vallini (2008–2017)
- Angelo De Donatis (2017–2024)
- Baldassare Reina (2024–presente)